# 김정기 (야쿠자)
김정기(金政基, 1940년 7월 13일~)는 대한민국의 야쿠자이다. 재일 한국인으로 일본명은 아마노 요시오(天野洋志穂)이다.야마구치구미계 조직인 아마노구미의 초대 회장이자 다쿠미구미의 부조장이다.